# Johnny Szlykowicz
Johnny Slykowicz (Beaune, 3 dicembre 1980) è un ex calciatore francese, di ruolo centrocampista.